# Verein für Leibesübungen von 1899 1990-1991
Questa voce raccoglie le informazioni riguardanti il Verein für Leibesübungen von 1899 nelle competizioni ufficiali della stagione 1990-1991.

## Stagione
Nella stagione 1990-1991 l'Osnabrück, allenato da Roland Koch e Rolf Grünther, concluse il campionato di 2. Bundesliga al 14º posto. In Coppa di Germania l'Osnabrück fu eliminato al secondo turno dal Wattenscheid 09.

## Rosa
| N. |                     | Ruolo | Calciatore            |
| -- | ------------------- | ----- | --------------------- |
|    | Germania (bandiera) | P     | Wolfgang Kellner      |
|    | Germania (bandiera) | P     | Christof Rekers       |
|    | Germania (bandiera) | D     | Mirko Baschetti       |
|    | Germania (bandiera) | D     | Jean-Pierre de Keyser |
|    | Germania (bandiera) | D     | Dirk Gellrich         |
|    | Germania (bandiera) | D     | Paul Jaschke          |
|    | Germania (bandiera) | D     | Dirk Lellek           |
|    | Germania (bandiera) | D     | Oswald Semlits        |
|    | Germania (bandiera) | D     | Ralf Voigt            |
|    | Croazia (bandiera)  | D     | Branko Žeravica       |
|    | Russia (bandiera)   | C     | Igor Bulanov          |
|    | Germania (bandiera) | C     | Ralf Heskamp          |

| N. |                     | Ruolo | Calciatore           |
| -- | ------------------- | ----- | -------------------- |
|    | Germania (bandiera) | C     | Holger Karp          |
|    | Germania (bandiera) | C     | Carsten Marquardt    |
|    | Germania (bandiera) | C     | Ronald Maul          |
|    | Germania (bandiera) | C     | Wolfgang Schütte     |
|    | Germania (bandiera) | C     | Roland Twyrdy        |
|    | Germania (bandiera) | C     | Heino van den Berg   |
|    | Germania (bandiera) | C     | Claus-Dieter Wollitz |
|    | Germania (bandiera) | A     | Uwe Igler            |
|    | Germania (bandiera) | A     | Uwe Jursch           |
|    | Germania (bandiera) | A     | Fred Klaus           |
|    | Germania (bandiera) | A     | Holger Kühnel        |

## Organigramma societario
Area tecnica
- Allenatore: Rolf Grünther
- Allenatore in seconda:
- Preparatore dei portieri:
- Preparatori atletici:

## Calciomercato

### Sessione estiva
| Acquisti | Acquisti          | Acquisti               | Acquisti |
| R.       | Nome              | da                     | Modalità |
| -------- | ----------------- | ---------------------- | -------- |
| D        | Mirko Baschetti   | Osnabrück II           |          |
| A        | Uwe Igler         | Kickers Offenbach      |          |
| D        | Dirk Lellek       | Eintracht Braunschweig |          |
| C        | Carsten Marquardt | Schalke 04             |          |
| C        | Ronald Maul       | Carl Zeiss Jena        |          |
| D        | Oswald Semlits    | Duisburg               |          |

| Cessioni | Cessioni         | Cessioni            | Cessioni |
| R.       | Nome             | a                   | Modalità |
| -------- | ---------------- | ------------------- | -------- |
| A        | Heikko Glöde     | Saarbrücken         |          |
| D        | Andreas Helmer   | Meppen              |          |
| D        | Ingo Pickenäcker | Rot-Weiss Essen     |          |
| C        | Frank Schulz     | Borussia M'gladbach |          |

### Sessione invernale
| Acquisti | Acquisti              | Acquisti         | Acquisti |
| R.       | Nome                  | da               | Modalità |
| -------- | --------------------- | ---------------- | -------- |
| D        | Jean-Pierre de Keyser | Bayer Leverkusen |          |
| A        | Fred Klaus            | Hertha Berlino   |          |

| Cessioni | Cessioni           | Cessioni        | Cessioni |
| R.       | Nome               | a               | Modalità |
| -------- | ------------------ | --------------- | -------- |
| C        | Ansgar Brinkmann   | Preußen Münster |          |
| A        | Christian Neidhart | Sachsen Lipsia  |          |

## Risultati

### 2. Bundesliga

#### Girone di andata
| Arbitro: | Föckler |

|  |           |                                        |
|  | Marcatori | 6’ Marquardt 64’ Brinkmann 77’ Wollitz |

| Arbitro: | Steinborn |

|  |           |                        |
|  | Marcatori | 53’ Tönnies 84’ Tarnat |

| Arbitro: | Löwer |

|                 |           |  |
| Dais 20’ (rig.) | Marcatori |  |

| Arbitro: | Matheis |

|  |           |                                          |
|  | Marcatori | 14’, 80’ (rig.) Anderbrügge 65’ Borodjuk |

| Arbitro: | Weber |

|                                |           |            |
| Marin 23’ (rig.), 68’ Keim 24’ | Marcatori | 5’ Wollitz |

| Arbitro: | Assenmacher |

|               |           |  |
| Marquardt 59’ | Marcatori |  |

| Arbitro: | Schneider |

|                        |           |                                  |
| Gäher 39’ Gräbener 44’ | Marcatori | 19’ Marquardt 58’ (rig.) Wollitz |

| Arbitro: | Kuhne |

|                               |           |                                |
| Jursch 60’, 87’ Brinkmann 73’ | Marcatori | 40’, 84’ Rusayev 56’ Ellmerich |

| Arbitro: | Gangkofer |

|  |           |            |
|  | Marcatori | 72’ Jursch |

| Arbitro: | Osmers |

|              |           |                                         |
| Marquardt 2’ | Marcatori | 12’, 75’, 87’ Schlotterbeck 17’ Klemenz |

| Arbitro: | Tritschler |

|                             |           |                  |
| Müller 10’, 42’, 74’ (rig.) | Marcatori | 23’, 86’ Wollitz |

| Arbitro: | Amerell |

|  |           |             |
|  | Marcatori | 82’ Brandts |

| Essen 6 ottobre 1990, ore 15:00 CET 13ª giornata | Rot-Weiss Essen | 0 – 0 referto | Osnabrück | Georg-Melches-Stadion (4 800 spett.)\| Arbitro: \| Best \| |
| Arbitro:                                         | Best            |               |           |                                                            |

| Arbitro: | Domurat |

|            |           |                                            |
| Kühnel 54’ | Marcatori | 1’ Bakalorz 27’, 75’ Täuber 28’ Eichenauer |

| Arbitro: | Dardenne |

|                       |           |           |
| Preetz 5’ Schüler 68’ | Marcatori | 80’ Voigt |

| Arbitro: | Lehnardt |

|               |           |           |
| Brinkmann 90’ | Marcatori | 40’ Adler |

| Arbitro: | Gochermann |

|            |           |  |
| Probst 79’ | Marcatori |  |

| Arbitro: | Jansen |

|            |           |            |
| Thoben 32’ | Marcatori | 75’ Jursch |

| Arbitro: | Wippermann |

|                             |           |                              |
| Heskamp 9’, 21’ Wollitz 13’ | Marcatori | 53’ Spannuth 60’ Capocchiano |

#### Girone di ritorno
| Arbitro: | Kriegelstein |

|                      |           |  |
| Jursch 56’ Igler 63’ | Marcatori |  |

| Arbitro: | Birlenbach |

|                        |           |           |
| Notthoff 88’ Beyel 90’ | Marcatori | 10’ Igler |

| Arbitro: | Mölm |

|              |           |  |
| Gellrich 16’ | Marcatori |  |

| Arbitro: | Kuhne |

|               |           |  |
| Schlipper 60’ | Marcatori |  |

| Arbitro: | Malbranc |

|                                |           |                                  |
| Semlits 60’ Wollitz 72’ (rig.) | Marcatori | 44’ Marin 61’, 68’ (rig.) Moutas |

| Arbitro: | Holst |

|                          |           |                                |
| Kajrys 22’ Jurgeleit 67’ | Marcatori | 21’ Jursch 57’ Klaus 87’ Voigt |

| Arbitro: | Buchhart |

|                           |           |             |
| Klaus 33’ Jursch 59’, 87’ | Marcatori | 56’ Posipal |

| Arbitro: | Lehnardt |

|                                    |           |                      |
| Rusayev 54’ Gerstner 56’ Zając 83’ | Marcatori | 19’ Lellek 75’ Voigt |

| Arbitro: | Schmidt |

|             |           |                    |
| Semlits 24’ | Marcatori | 51’ (rig.) Surmann |

| Arbitro: | Domurat |

|  |           |           |
|  | Marcatori | 56’ Klaus |

| Osnabrück 17 aprile 1991, ore 19:30 CEST 30ª giornata | Osnabrück | 0 – 0 referto | Magonza | Stadion an der Bremer Brücke (4 000 spett.)\| Arbitro: \| Jansen \| |
| Arbitro:                                              | Jansen    |               |         |                                                                     |

| Arbitro: | Blüthgen |

|                       |           |                      |
| Pasul'ko 19’ Friz 47’ | Marcatori | 34’ Klaus 81’ Lellek |

| Arbitro: | Albrecht |

|            |           |            |
| Lellek 72’ | Marcatori | 7’ Dezelak |

| Arbitro: | Matheis |

|               |           |             |
| Eichenauer 6’ | Marcatori | 21’ Heskamp |

| Arbitro: | Fröhlich |

|  |           |                        |
|  | Marcatori | 49’ Krätzer 90’ Preetz |

| Berlino 24 maggio 1991 35ª giornata | Blau-Weiß Berlin | 0 – 0 referto | Osnabrück | Friedrich-Ludwig-Jahn-Sportpark (734 spett.)\| Arbitro: \| Gochermann \| |
| Arbitro:                            | Gochermann       |               |           |                                                                          |

| Arbitro: | Löwer |

|                       |           |  |
| Wollitz 69’ Voigt 87’ | Marcatori |  |

| Arbitro: | Steinborn |

|                            |           |                     |
| Wollitz 9’, 90’ Lellek 67’ | Marcatori | 6’ Menke 32’ Thoben |

| Arbitro: | Prengel |

|            |           |                                           |
| Müller 55’ | Marcatori | 27’, 34’ Klaus 37’, 43’ Wollitz 66’ Igler |

### Coppa di Germania
| Arbitro: | Führer |

|                      |           |                                                     |
| Beier 23’ Rother 73’ | Marcatori | 34’ Semlits 58’ Igler 76’ (rig.) Wollitz 89’ Lellek |

| Arbitro: | Fröhlich |

|              |           |                        |
| Bulanov 114’ | Marcatori | 95’ Hartmann 99’ Moser |

## Statistiche

### Statistiche di squadra
| Competizione      | Punti | In casa | In casa | In casa | In casa | In casa | In casa | In trasferta | In trasferta | In trasferta | In trasferta | In trasferta | In trasferta | Totale | Totale | Totale | Totale | Totale | Totale | DR |
| Competizione      | Punti | G       | V       | N       | P       | Gf      | Gs      | G            | V            | N            | P            | Gf           | Gs           | G      | V      | N      | P      | Gf     | Gs     | DR |
| ----------------- | ----- | ------- | ------- | ------- | ------- | ------- | ------- | ------------ | ------------ | ------------ | ------------ | ------------ | ------------ | ------ | ------ | ------ | ------ | ------ | ------ | -- |
| 2. Bundesliga     | 35    | 19      | 7       | 5       | 7       | 25      | 30      | 19           | 5            | 6            | 8            | 26           | 25           | 38     | 12     | 11     | 15     | 51     | 55     | -4 |
| Coppa di Germania | -     | 1       | 0       | 0       | 1       | 1       | 2       | 1            | 1            | 0            | 0            | 4            | 2            | 2      | 1      | 0      | 1      | 5      | 4      | +1 |
| Totale            | 35    | 20      | 7       | 5       | 8       | 26      | 32      | 20           | 6            | 6            | 8            | 30           | 27           | 40     | 13     | 11     | 16     | 56     | 59     | -3 |

### Andamento in campionato
| Giornata  | 1 | 2 | 3  | 4  | 5  | 6  | 7  | 8  | 9  | 10 | 11 | 12 | 13 | 14 | 15 | 16 | 17 | 18 | 19 | 20 | 21 | 22 | 23 | 24 | 25 | 26 | 27 | 28 | 29 | 30 | 31 | 32 | 33 | 34 | 35 | 36 | 37 | 38 |
| --------- | - | - | -- | -- | -- | -- | -- | -- | -- | -- | -- | -- | -- | -- | -- | -- | -- | -- | -- | -- | -- | -- | -- | -- | -- | -- | -- | -- | -- | -- | -- | -- | -- | -- | -- | -- | -- | -- |
| Luogo     | T | C | T  | C  | T  | C  | T  | C  | T  | C  | T  | C  | T  | C  | T  | C  | T  | T  | C  | C  | T  | C  | T  | C  | T  | C  | T  | C  | T  | C  | T  | C  | T  | C  | T  | C  | C  | T  |
| Risultato | V | P | P  | P  | P  | V  | N  | N  | V  | P  | P  | P  | N  | P  | P  | N  | P  | N  | V  | V  | P  | V  | P  | P  | V  | V  | P  | N  | V  | N  | N  | N  | N  | P  | N  | V  | V  | V  |
| Posizione | 1 | 9 | 11 | 17 | 19 | 17 | 16 | 17 | 15 | 17 | 18 | 18 | 16 | 16 | 17 | 17 | 18 | 18 | 18 | 16 | 18 | 17 | 18 | 18 | 18 | 17 | 18 | 17 | 17 | 17 | 16 | 17 | 18 | 18 | 17 | 17 | 17 | 14 |

Legenda:

Luogo: C = Casa; T = Trasferta. Risultato: V = Vittoria; N = Pareggio; P = Sconfitta.

### Statistiche dei giocatori
| Giocatore       | 2. Bundesliga | 2. Bundesliga | 2. Bundesliga | 2. Bundesliga | Coppa di Germania | Coppa di Germania | Coppa di Germania | Coppa di Germania | Totale   | Totale | Totale      | Totale     |
| Giocatore       | Presenze      | Reti          | Ammonizioni   | Espulsioni    | Presenze          | Reti              | Ammonizioni       | Espulsioni        | Presenze | Reti   | Ammonizioni | Espulsioni |
| --------------- | ------------- | ------------- | ------------- | ------------- | ----------------- | ----------------- | ----------------- | ----------------- | -------- | ------ | ----------- | ---------- |
| M. Baschetti    | 5             | 0             | 1             | 0             | 0                 | 0                 | 0                 | 0                 | 5        | 0      | 1           | 0          |
| A. Brinkmann    | 21            | 3             | 3             | 0             | 2                 | 0                 | 0                 | 0                 | 23       | 3      | 3           | 0          |
| I. Bulanov      | 25            | 0             | 0             | 0             | 2                 | 1                 | 0                 | 0                 | 27       | 1      | 0           | 0          |
| D. Gellrich     | 36            | 1             | 4             | 0             | 2                 | 0                 | 0                 | 0                 | 38       | 1      | 4           | 0          |
| R. Heskamp      | 36            | 3             | 6             | 1             | 2                 | 0                 | 0                 | 0                 | 38       | 3      | 6           | 1          |
| U. Igler        | 18            | 3             | 1             | 0             | 2                 | 1                 | 0                 | 0                 | 20       | 4      | 1           | 0          |
| P. Jaschke      | 28            | 0             | 5             | 0             | 1                 | 0                 | 0                 | 0                 | 29       | 0      | 5           | 0          |
| U. Jursch       | 29            | 8             | 4             | 0             | 1                 | 0                 | 0                 | 0                 | 30       | 8      | 4           | 0          |
| H. Karp         | 17            | 0             | 0             | 0             | 0                 | 0                 | 0                 | 0                 | 17       | 0      | 0           | 0          |
| W. Kellner      | 37            | 0             | 0             | 0             | 2                 | 0                 | 0                 | 0                 | 39       | 0      | 0           | 0          |
| F. Klaus        | 17            | 6             | 1             | 0             | 0                 | 0                 | 0                 | 0                 | 17       | 6      | 1           | 0          |
| H. Kühnel       | 5             | 1             | 1             | 0             | 0                 | 0                 | 0                 | 0                 | 5        | 1      | 1           | 0          |
| D. Lellek       | 36            | 4             | 9             | 0             | 2                 | 1                 | 0                 | 0                 | 38       | 5      | 9           | 0          |
| C. Marquardt    | 20            | 4             | 3             | 1             | 2                 | 0                 | 1                 | 0                 | 22       | 4      | 4           | 1          |
| R. Maul         | 2             | 0             | 0             | 0             | 0                 | 0                 | 0                 | 0                 | 2        | 0      | 0           | 0          |
| C. Neidhart     | 6             | 0             | 0             | 0             | 1                 | 0                 | 0                 | 0                 | 7        | 0      | 0           | 0          |
| C. Rekers       | 2             | 0             | 0             | 0             | 0                 | 0                 | 0                 | 0                 | 2        | 0      | 0           | 0          |
| W. Schütte      | 0             | 0             | 0             | 0             | 0                 | 0                 | 0                 | 0                 | 0        | 0      | 0           | 0          |
| O. Semlits      | 29            | 2             | 5             | 0             | 1                 | 1                 | 1                 | 0                 | 30       | 3      | 6           | 0          |
| R. Twyrdy       | 16            | 0             | 1             | 0             | 1                 | 0                 | 0                 | 0                 | 17       | 0      | 1           | 0          |
| R. Voigt        | 34            | 4             | 5             | 0             | 2                 | 0                 | 1                 | 0                 | 36       | 4      | 6           | 0          |
| C. Wollitz      | 35            | 12            | 6             | 0             | 2                 | 1                 | 0                 | 0                 | 37       | 13     | 6           | 0          |
| J. de Keyser    | 12            | 0             | 1             | 0             | 0                 | 0                 | 0                 | 0                 | 12       | 0      | 1           | 0          |
| H. van den Berg | 0             | 0             | 0             | 0             | 0                 | 0                 | 0                 | 0                 | 0        | 0      | 0           | 0          |
| B. Žeravica     | 23            | 0             | 6             | 0             | 1                 | 0                 | 0                 | 0                 | 24       | 0      | 6           | 0          |